# Высокополье (Харьковская область)
Высокопо́лье, ранее Хмелевое (укр. Високопілля) — село в Валковской городской общине Богодуховского района Харьковской области Украины.
Код КОАТУУ — 6321281501. Население по переписи 2001 г. составляет 1957 (866/1091 м/ж) человек.
До 2020 года являлось административным центром Высокопольского сельского совета, в который, кроме того, входило село
Гвоздево.

## Географическое положение

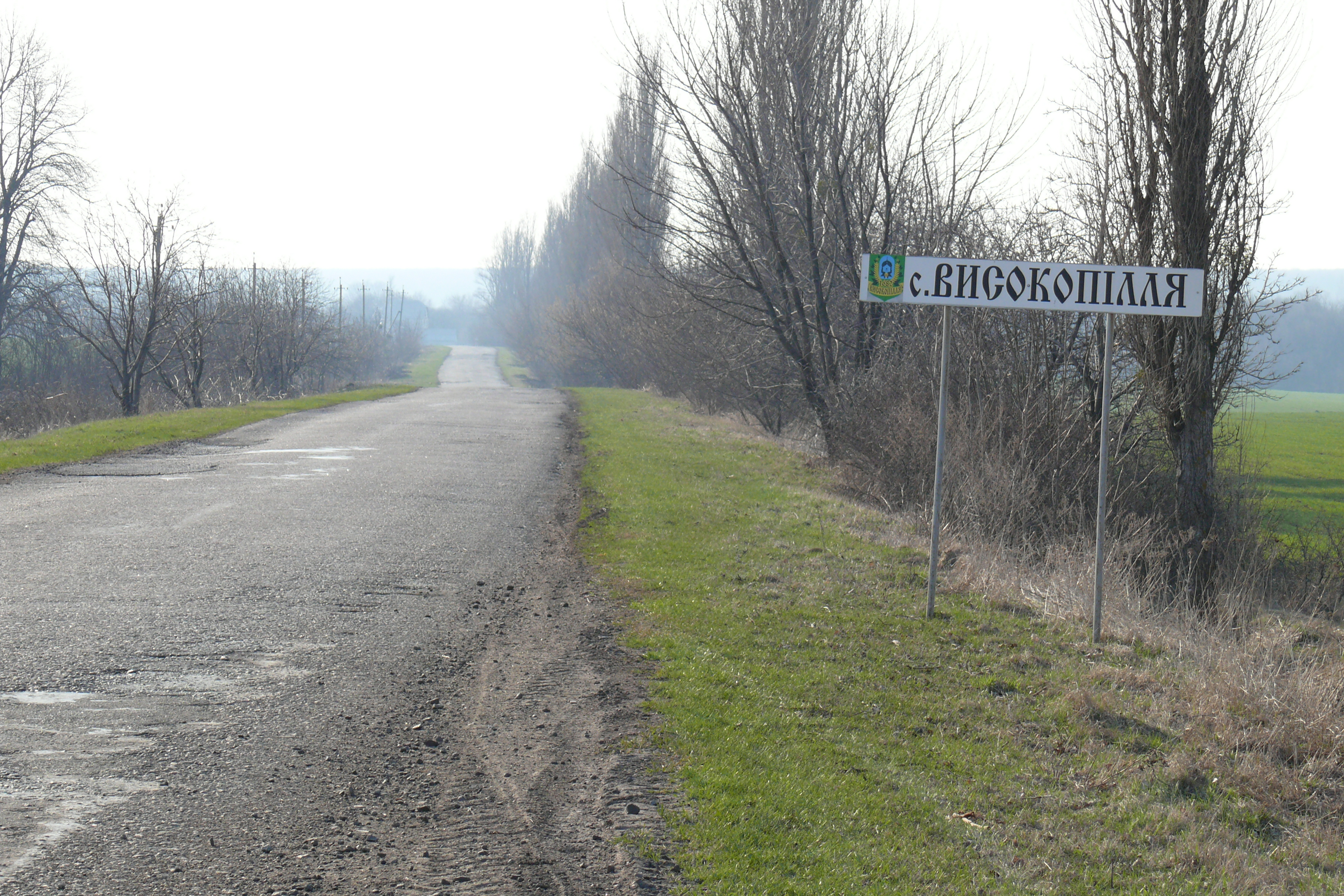
Высокополье. На въезде в село

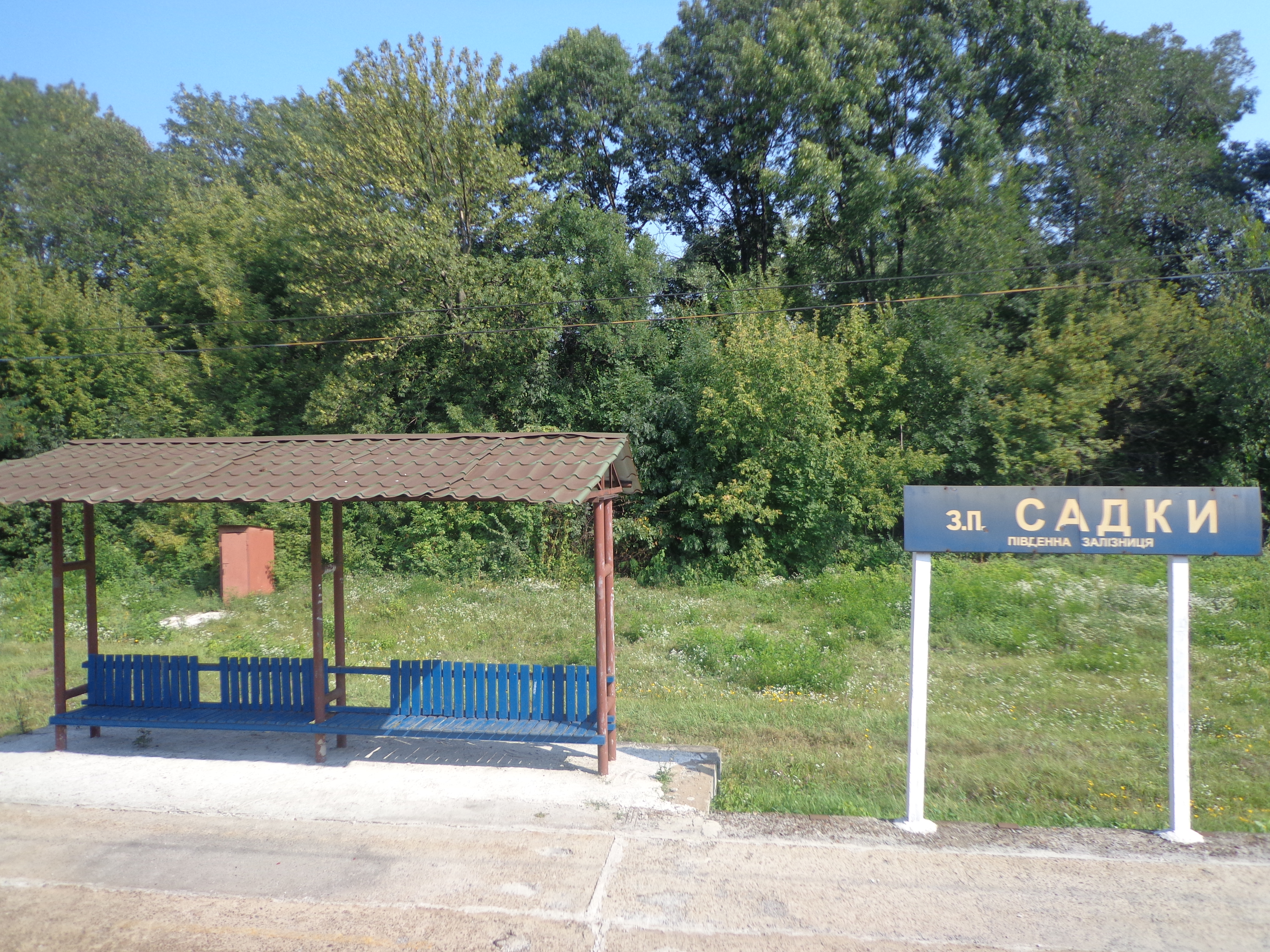
Остановочная платформа Садки.

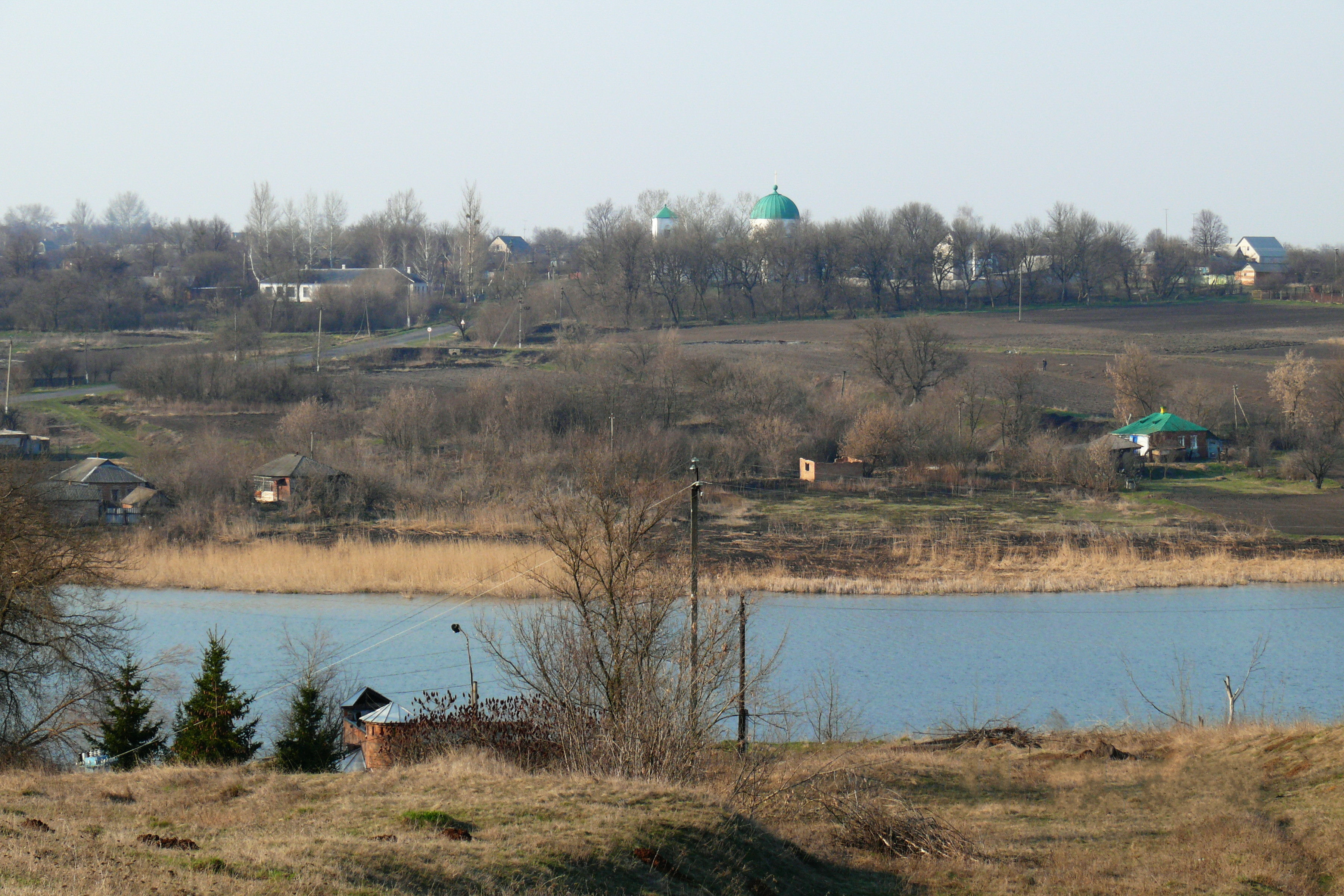
Высокополье. Хомутянский пруд

Село Высокополье находится на водоразделе бассейнов Днепра и Дона у истоков реки Коломак, притоке Ворсклы . На русле реки Коломак по территории Валковского района имеется несколько запруд. В черте села расположены первые три из них: Фатеевский пруд, Хомутянский и Кукочка.
Рядом с селом проходит железная дорога, остановочная платформа Садки Южной железной дороги.
На расстоянии в 1 км находится село Водяное (Краснокутский район) и станция Водяная. Жителям некоторых районов села при перемещении железной дорогой удобно пользоваться остановочной платформой Марьино.
До автотрассы М-03 Киев — Харьков, которая проходит через районный центр город Валки, от села Высокополье через села Перекоп и Старые Валки расстояние составляет 18 км.

Высокополье. В весеннем лесу

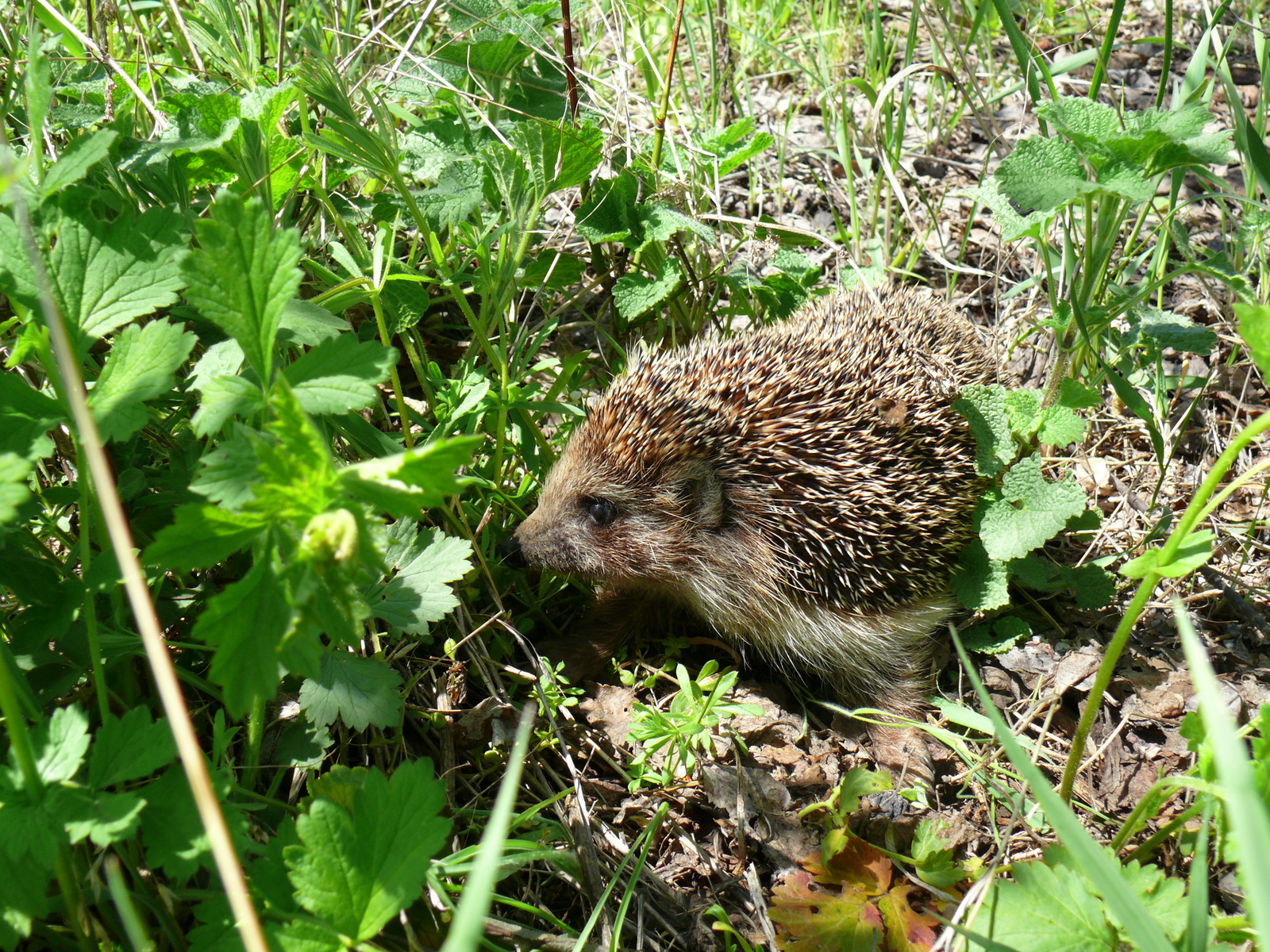
Высокополье. Коренной житель леса и частый гость приусадебных участков.

К селу примыкает большой лесной массив урочище Хмелевое.
Лиственный лес состоит преимущественно из дубовых деревьев и лещины. Распространены также липа, клён, ясень, дикорастущие яблони и груши.
В лесу живут лоси, косули, кабаны, енотовидные собаки, лисы, ласки, куницы, хорьки, зайцы, а также распространены лесные грызуны: белки, мыши, подземные и рыжие лесные полевки.
Природные условия благоприятны для многих видов птиц. Это соловьи, дятлы, совы, воро́ны, сороки, вальдшнепы, козодои, жаворонки, славки, коноплянки и многие другие птицы.
Село Высокополье — одна из самых высоких точек рельефа в Харьковской и Полтавской областях.
Большие размеры села, географическое расположение вдоль трех водоемов русла реки Коломак, протяженность в прошлом военных сотенных поселений продиктовали необходимость названия районов села и примыкающих территорий: Берестовая, Фатеевка, Причепиловка, Садки, Центр, Хомутивка, Низ, Край, Багнивка, Свистунивка, Лисойвановка, Гвоздевка, Волчий хутор, Гайворонское.

## Климат
В целом климат района умеренно континентальный с прохладной зимой и теплым (иногда знойным) летом. Среднегодовая температура воздуха составляет 7,5 °C, наиболее низкая она в январе (минус 7,0 °C), наиболее высокая — в июле (20,4 °C).
Наиболее низкая среднемесячная температура воздуха в январе (минус 15,8 °С) зафиксирована в 1848 г., наиболее высокая (0,6 °С) — в 2007 г.
Наиболее низкая среднемесячная температура в июле (16,3 °С) наблюдалась в 1912 г., наиболее высокая (25,3 °С) — в 1938 г.
Абсолютный минимум температуры воздуха (минус 35,6 °С) зафиксирован 10 января 1940 г., абсолютный максимум (39,8 °С) — 14 июня 1998 г.
В последние 100—120 лет температура воздуха в регионе, равно как и в целом на Земле, имеет тенденцию к повышению. На протяжении этого периода среднегодовая температура воздуха повысилась приблизительно на 1,5 °C. Наиболее теплым за весь период наблюдений оказался 2010 г. Наибольшее повышение температуры произошло в первую половину года.
В среднем за год выпадает 525 мм атмосферных осадков, меньше всего их в феврале-марте, больше всего — в июле. Минимальное годовое количество осадков (279 мм) наблюдалось в 1921 г., максимальное (898 мм) — в 1879 г. В среднем за год в регионе наблюдается 132 дня с осадками; меньше всего их (7) в августе, больше всего (16) — в декабре.
Каждую зиму в Высокополье образуется снежный покров, максимальная высота которого обычно наблюдается в феврале.
Относительная влажность воздуха в среднем составляет 74 %, наименьшая она в мае (60 %), наибольшая — в декабре (87 %).
Наибольшую повторяемость имеют ветры с востока, наименьшую — с юга. Наибольшая скорость ветра — в феврале, наименьшая — в июле. В феврале она в среднем составляет 4,9 м/с, в июле — 3,2 м/с.
Наименьшая облачность наблюдается в августе, наибольшая — в декабре.
Количество дней с грозами в среднем за год равно 30 (июнь, июль), с туманом — 59, снегом — 79, гололедицей — 16 (декабрь, январь).
- Средняя температура января — — 7,0 °C
- Средняя температура июля — +20,4 °C
- Среднегодовая температура — +7,5 °C
- Среднегодовая скорость ветра — 4,0 м/с
- Среднегодовая влажность воздуха — 74 %
- Среднегодовое количество осадков — 525 мм

| Показатель              | Янв. | Фев. | Март | Апр. | Май  | Июнь | Июль | Авг. | Сен. | Окт. | Нояб. | Дек. | Год |
| ----------------------- | ---- | ---- | ---- | ---- | ---- | ---- | ---- | ---- | ---- | ---- | ----- | ---- | --- |
| Средний максимум, °C    | −5   | −2,2 | 2    | 13   | 21   | 25   | 27   | 26   | 20   | 12   | 3     | −1   | 12  |
| Средняя температура, °C | −7   | −5,7 | −0,3 | 8,9  | 15,6 | 19,0 | 20,4 | 19,5 | 14,1 | 7,3  | 1,3   | −3,3 | 7,5 |
| Средний минимум, °C     | −9   | −8   | −3   | 5    | 10   | 13   | 15   | 14   | 9    | 3    | −1    | −5   | 3   |
| Норма осадков, мм       | 44   | 33   | 28   | 36   | 48   | 58   | 61   | 50   | 41   | 35   | 45    | 46   | 525 |
| Источник: Meteoprog.ua  |      |      |      |      |      |      |      |      |      |      |       |      |     |

## Происхождение названия
Основано как село Хмелевое в 1670-х годах; названо, по легенде, по имени первого поселенца — казака Хмеля.
В 1907 году переименовано в село Высокополье. Новое название село получило от слов «высокое поле» в связи с самым высоким рельефом в Харьковской и Полтавской областях
На территории Украины 3 населённых пункта с названием Высокополье.

## История
- На переломе ХVІ-XVII веков в результате противостояний с Речью Посполитой, поражения войск под Берестечком, началось массовое переселение русинов на свободные земли Дикого поля. С надеждами на свободную независимую жизнь возникали новые поселения Слобожанщины («слобода» — свобода).
- 1670-е годы — дата основания как села Хмелевое.

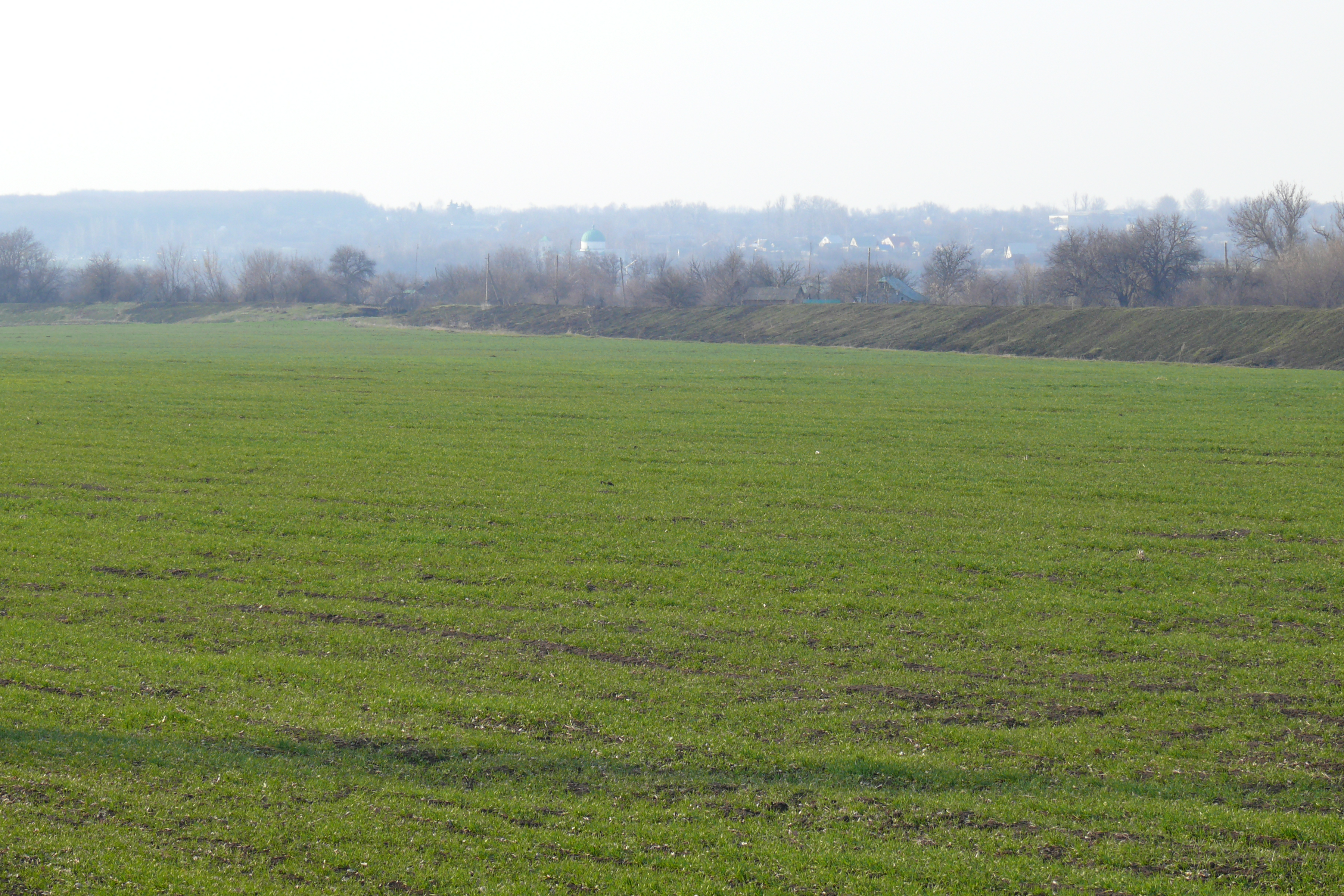
Высокополье. Уцелевший Турецкий вал

- 1680 — к 1680 году относится один из опустошительнейших татарских набегов. На этот раз, что случалось редко, во главе Крымской Орды стал сам хан, высланный Турциею для отвлечения русских от Киева, на который они собирались напасть. С крымцами пришли азовские татары, калмыки, черкесы. Хан 22 января ночью перешел вал между Коломаком и Нов. Перекопью и, пройдя Мерчик, остановился по обыкновению с половиною войска кошем (станом), где и простоял до самого ухода. Около же Перекопи осталась мночисленная застава для обеспечения отступления. Другая же половина разбрелась в разныя стороны для своей губительной работы. Много городков и слобод Харьковского полка подверглись разграблению[1].

Этот опустошительный набег послужил началом следующего этапа развития поселения, связанный с началом строительства системы оборонительных сооружений на юге от Харькова для защиты от набегов кочевых татар. Для этого был использован защитный вал скифского периода поперек печально известного Муравского шляха, по которому угоняли невольников. Муравский шлях, Царева или Царская дорога, описанный как главный путь, проложенный татарами в центр России. Он начинался у Бахчисарая, шёл на север к Перекопу крымскому, пролегая через Таврическую, Екатеринославскую и Харьковскую губернии по водоразделам так, что на всем протяжении его встречалось мало неровностей и переправ; первая из них на всем пути приходилась или через Мож, или через Коломак, затем через Мерчик, а потом — в пределах Орловской и Тульской губерний. Турецкий вал расположен между речками Мжа и Коломак. Его восстановили, укрепили. Вал представлял собой шестиметровую насыпь с двухметровым рвом с южной стороны. Он веками служил военной защитой наших предков, а Высокополье — один из оборонительных сторожевых форпостов Изюмской черты укреплений Харьковского Слободского Казачьего полка.
О военном значении Высокополья много писал командующий слободскими полками в 1728 г. генерал Вейсбах.
Согласно исследованиям педагога—историка Высокопольской средней школы Коваля Дмитрия Ивановича (1914—1971):
- 1686 — население села составляло 200 проживающих.
- 1780 — село Хмелевое относится к Валковскому уезду.
- 1806 — освящена Свято-Николаевская церковь с колокольней.
- 1848 — эпидемия холеры унесла 110 жизней.
- 1861 — реформы 1861 года войсковых обывателей поселения уравняли с крестьянами, выделили им небольшое количество земли (в среднем по две десятины). Высшим органом управления стала сельская сходка, на которой избирался староста и собиратель налогов. Село становилось на гражданские рельсы.

Исторические военные корни села Высокополье живы до сегодняшнего дня. Жители помнят, что названия улиц начали приживаться в селе только в 70-е годы XX столетия. Почта находила адресата только при указании номера сотни, на которые было поделено село. А их насчитывалось 12. Адрес получателя с указанием странного индекса (с.Высокополье, 7 с.) был загадкой для посторонних и гордостью для местных жителей и их родственников.
- 1869 — рядом с селом проложена железная дорога Харьков — Николаев.
- 1873 — построена начальная церковно—приходская школа на тридцать учеников.
- 1900 — население села составляло 2350 чел. Построена четырёхклассная начальная школа, которая потом была разрушена во время оккупации села фашистскими войсками.
- 1902 — крестьянское восстание Валковского уезда (Полтавско-харьковское крестьянское восстание 1902), жители принимали участие в разгроме помещичьей экономии и сахарного завода в Новоивановке. Результатом подавления восстания был царский указ о возмещении крестьянами убытков помещикам в сумме 800 тыс.руб. Впоследствии указ был отменён.
- 1907 — село Хмелевое переименовано в село Высокополье. В исторических документах современное название встречается раньше 1907 года (доклады командующего слободскими полками генерала Вейсбаха в 1728 году).
- 1914 — построено здание больницы.
- 1916 — в селе была 1 школа, в которой работало 2 учителя, училось 50 учеников, выписывалось 3 газеты, 1 журнал.

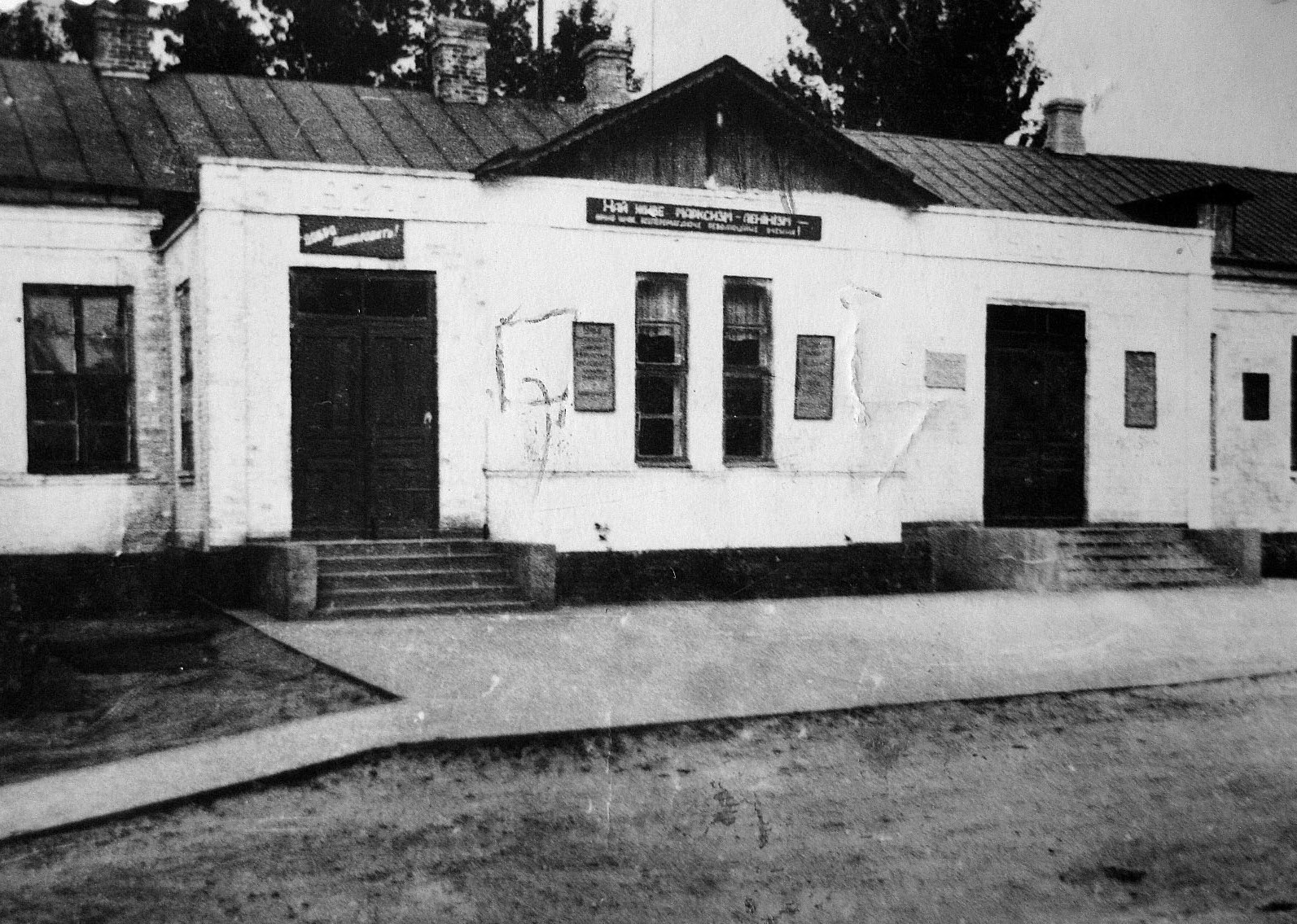
Здание Высокопольской средней школы. Построено в 1927 году. В настоящее время разрушено.

- 1918 — 28 февраля создан ревком и установлена Советская власть.
- 1921 — апрель, Валковское восстание, в котором брали участие жители села. Подавлено в мае с применением бронепоезда.
- 1923 — село относится к Валковскому району. Непродолжительное время в советский период административных реорганизаций село относилось к Коломакскому району.
- 1927 — открыто почтовое отделение.
- 1929 — в селе насчитывалось 1500 единоличных хозяйств.
- 1941 — 16 октября — начало оккупации села немецкими войсками, которая продолжалась 755 дней. Во время боевых действий Великой Отечественной войны село Высокополье было на пути немецко-фашистских танковых войск: танковых дивизий СС — «Райх», «Мёртвая голова», «Викинг». Их задачей был разгром 1-й танковой армии, 5-й гвардейской танковой армии и контроль автодороги Харьков — Полтава и участка железной дороги Харьков — Полтава.
- 1943 — 11 сентября — освобождение села от немецко-фашистских войск. Ожесточенные бои велись в августе 1943 года на Богодуховском направлении (Высокополье, Шаровка, Мерчик)  (недоступная ссылка), ,  (недоступная ссылка). Село, как и районный центр, освобождали бойцы Степного фронта под командованием маршала Советского Союза Конева Ивана Степановича.

В боях за освобождение села Высокополья, станции Водяная, села Шаровка командир стрелкового взвода 759 стрелкового полка 163 стрелковой дивизии лейтенант Непочатых Илья Кириллович отмечен званием Героя Советского Союза.

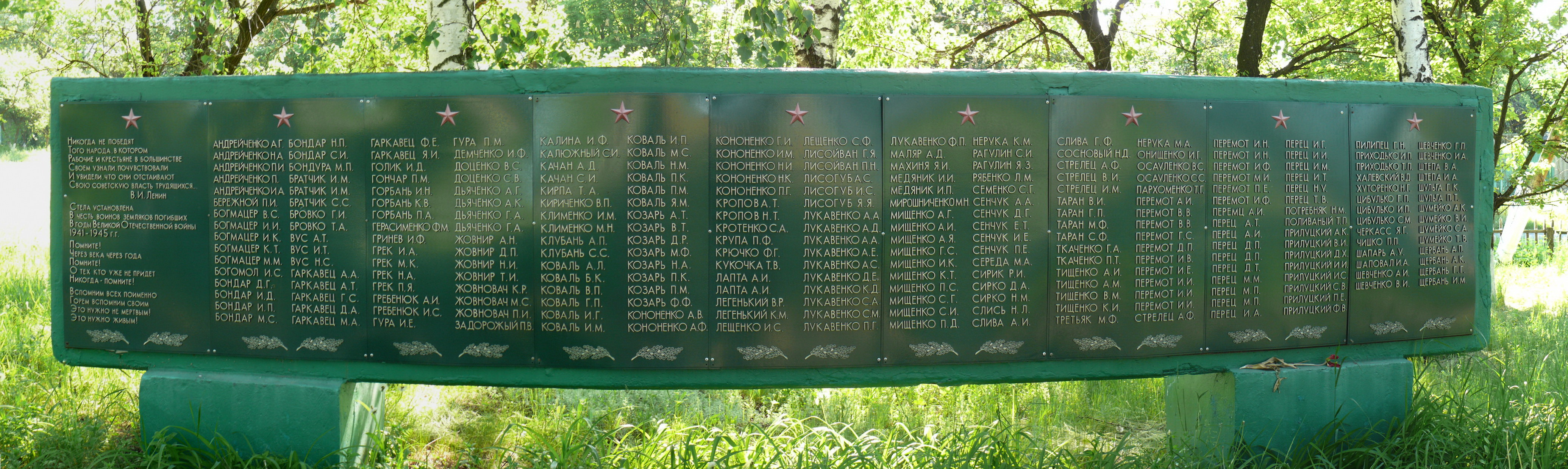
Высокополье. Список погибших односельчан

Братские могилы на трех сельских кладбищах, памятник воинам-односельчанам, мемориал возле Дома культуры, зарастающие окопы на лесных опушках — следы героического военного прошлого.
958 жителей села воевали на фронтах Великой Отечественной войны, из них погибли 284 человека, награждены орденами и медалями 220 человек.
Более 200 юношей и девушек было отправлено на принудительные работы в Германию.
На центральной площади села были казнены председатели колхозов Доценко И. П. и Жовновач К. Р., за участие в партизанской борьбе Коваль Ф. С. и Коваль Г. П.
Во время оккупации было разрушено школу, кирпичный завод, 700 домов села, 64 дома хутора Гвоздево, 27 домов Волчьего хутора, хозяйства пяти колхозов.
- 1951 — открыта сельская библиотека.
- 1966 — население села составляло 3677 жителей. Работали больница на 25 мест, амбулатория, 6 магазинов, швейное ателье, 2 школы (средняя и восьмилетняя) с 40 учителей, клуб с залом на 150 мест, 3 библиотеки; в селе насчитывалось 300 телевизоров, 250 мотоциклов, 6 автомобилей, двумя колхозами (больший назывался «Рассвет») обрабатывалось 4000 гектаров пахотных земель.
- 1968 — открыто детское дошкольное учреждение.
- 1969 — проложена шоссейная дорога Высокополье—Перекоп.
- 1978 — введен в эксплуатацию Дом культуры.
- 1997 — к селу присоединены населенные пункты Волчье и Гайворонское[3].

## Экономика
- В селе есть молочно-товарная ферма с отстойниками.
- «ВЫСОКОПОЛЬСКЕ», сельскохозяйственное ЧП.

## Объекты социальной сферы
- Дом культуры.

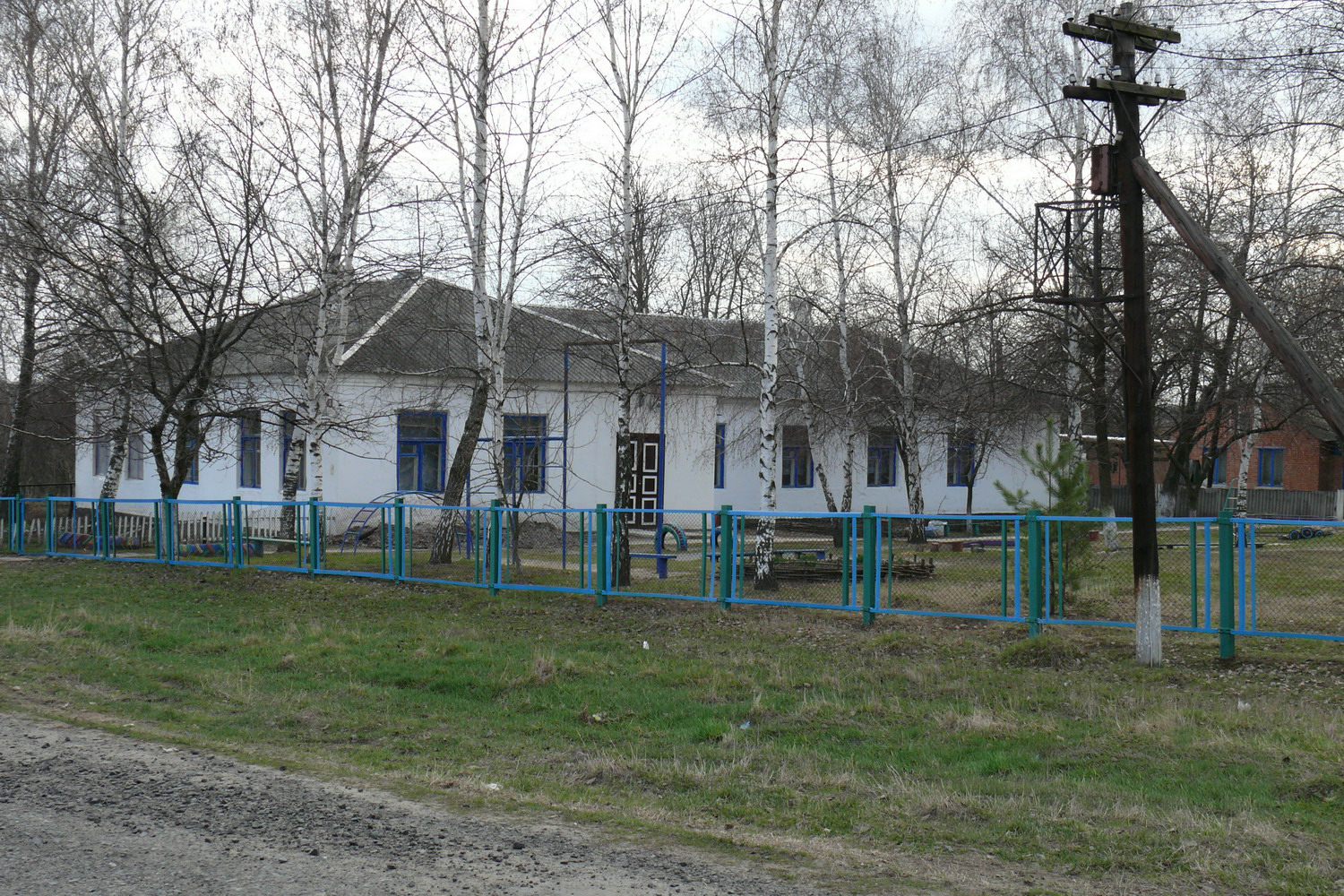
Высокополье. Здание детского сада

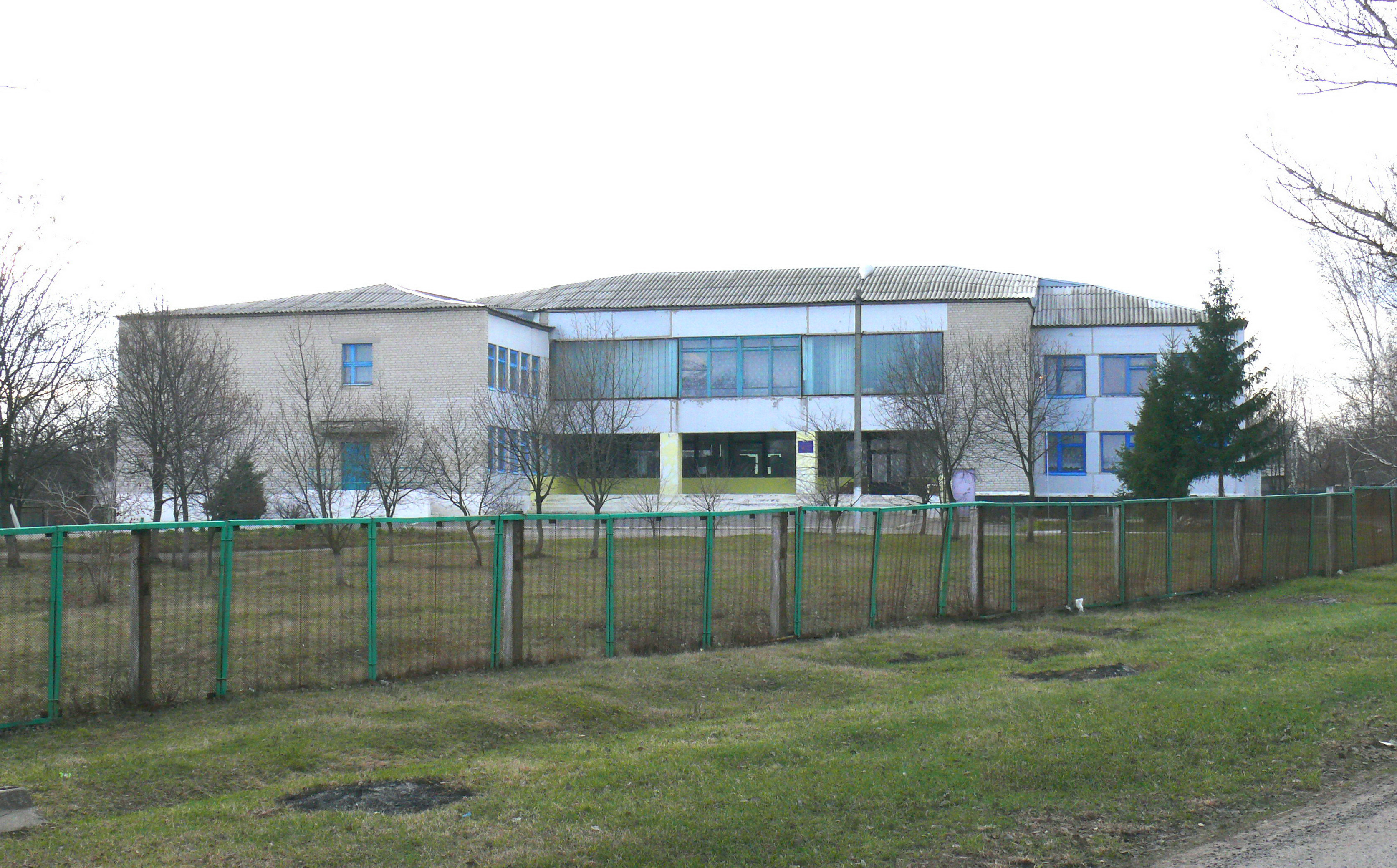
Высокополье. Здание школы

- Спортивная площадка и два стадиона.
- Высокопольская участковая больница на 25 коек.
- Детское дошкольное учреждение.
- Школа.

## Достопримечательности

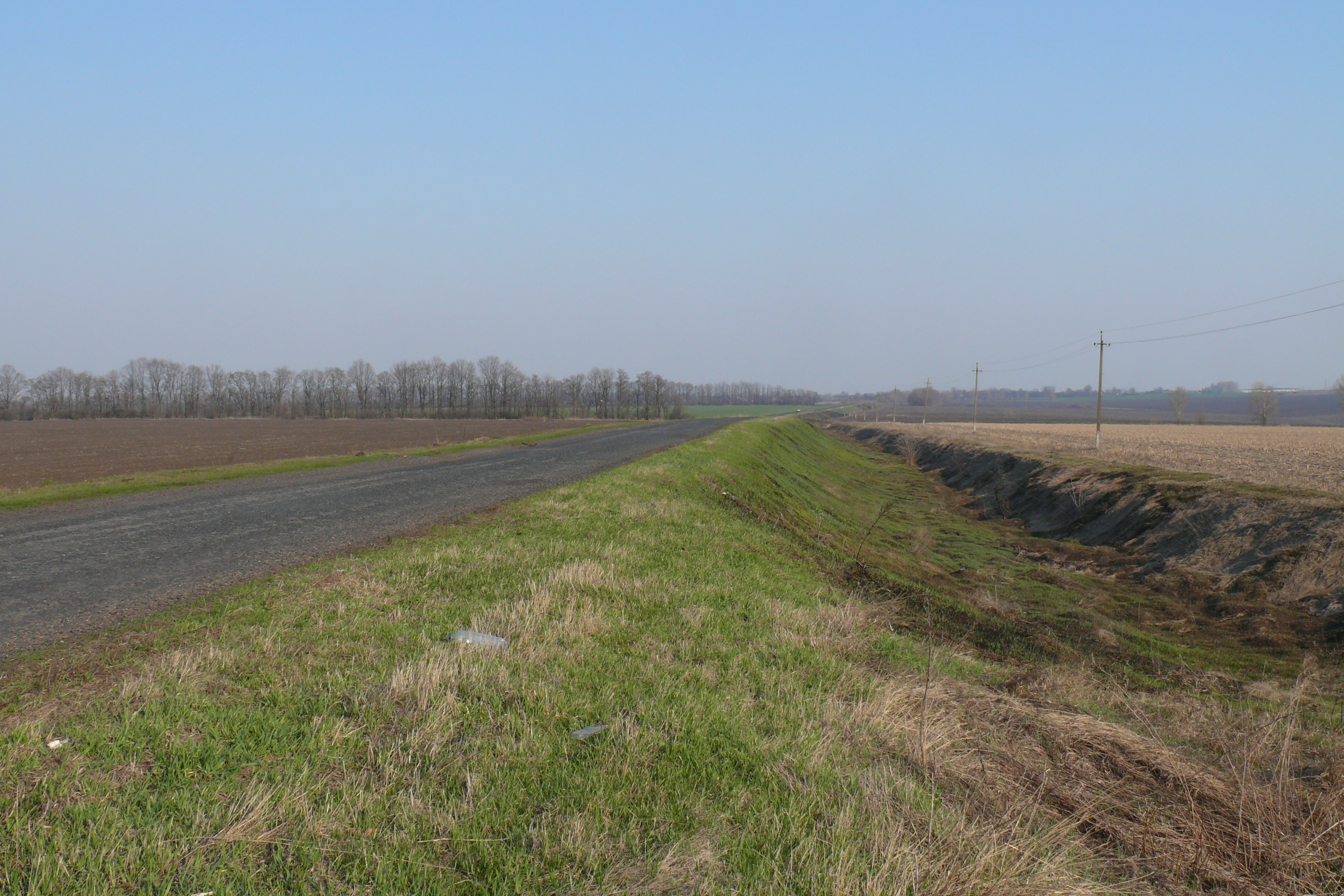
Высокополье. Дорога на Турецком валу

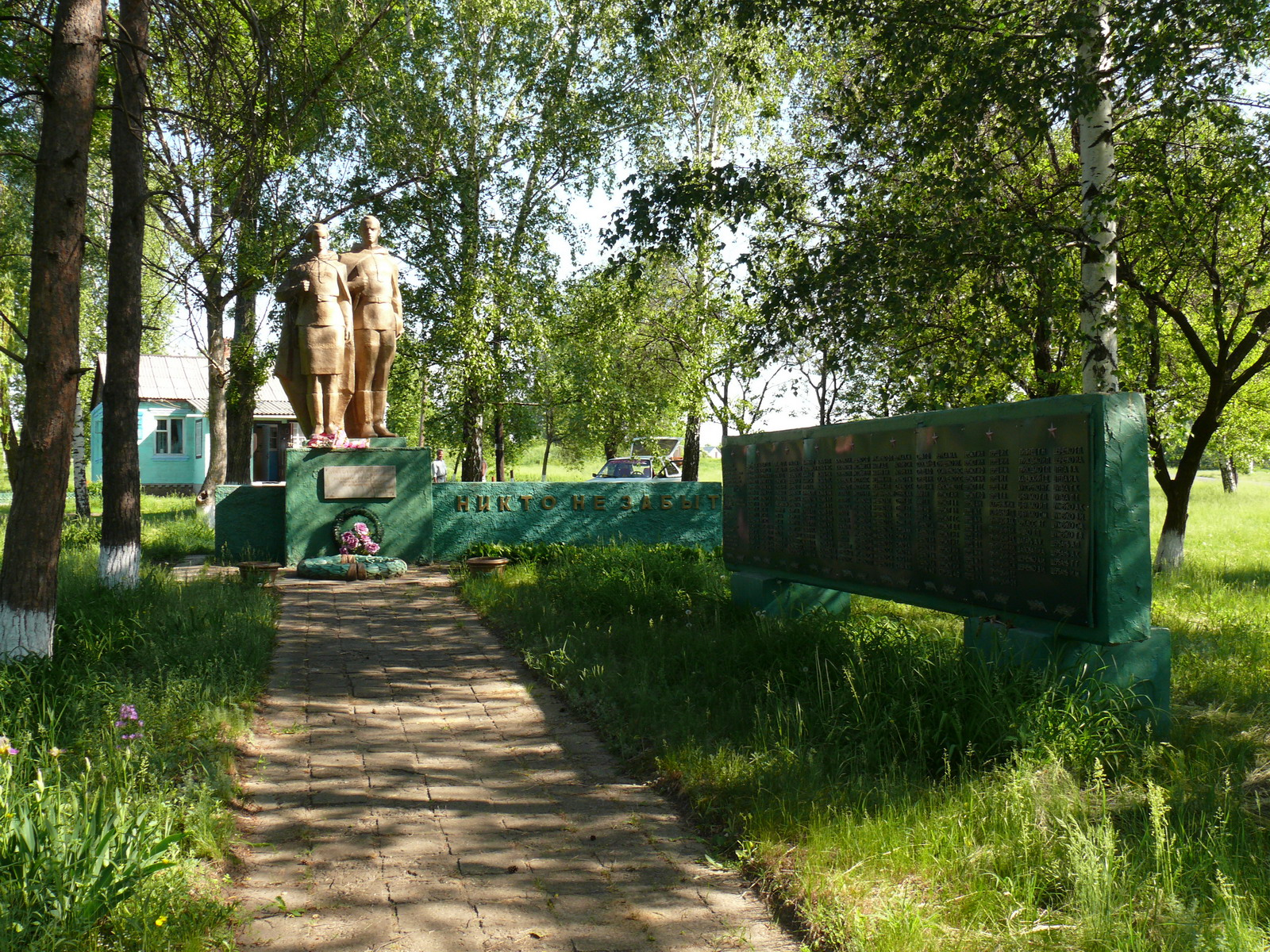
Высокополье. Памятник погибшим воинам-односельчанам

- Турецкий вал, на котором обустроена автомобильная дорога Высокополье — Перекоп. Существует нетронутый участок вала в районе Фатеевки.
- Братская могила советских воинов, где захоронено 270 павших в боях за освобождение села. Сюда перенесены останки с могилы комиссара Васильевского, убитого деникинцами под Водолагой и похороненного на центральной площади села.
- Памятник воинам-освободителям, павшим в боях с фашистами, установленный в 1951 году.
- Памятник воинам-односельчанам, павшим в боях с фашистами, установленный в 1978 году.
- Гидрологический заказник местного значения «Коломачки». Площадь 68,7 га. Природная луговая и водно-болотная растительность способствует формированию поверхностного и подземного водостоков, которые положительно влияют на гидрологический режим истоков реки Коломак[4].
- Действующая старинная маслобойка. В селе их было две. Но самая популярная из них расположена в Садках. Это деревянное помещение с техническим этажом, лестницами, помостами, на которых расположено технически интересное оборудование. Оно приводится в действие ременной передачей с системой валов и шкивами. Заказчик лично сопровождает процесс изготовления от взвешивания подсолнечных семечек до разлива горячего масла. А сама технология изготовления (рушка, вальцы, жернова, жаровни, печь на шелухе, пресс, сычики, макуха) и незабываемый аппетитный аромат дают высокопольскому маслу авторитет не только в Харьковской, а и в соседней Полтавськой области.

## Религия

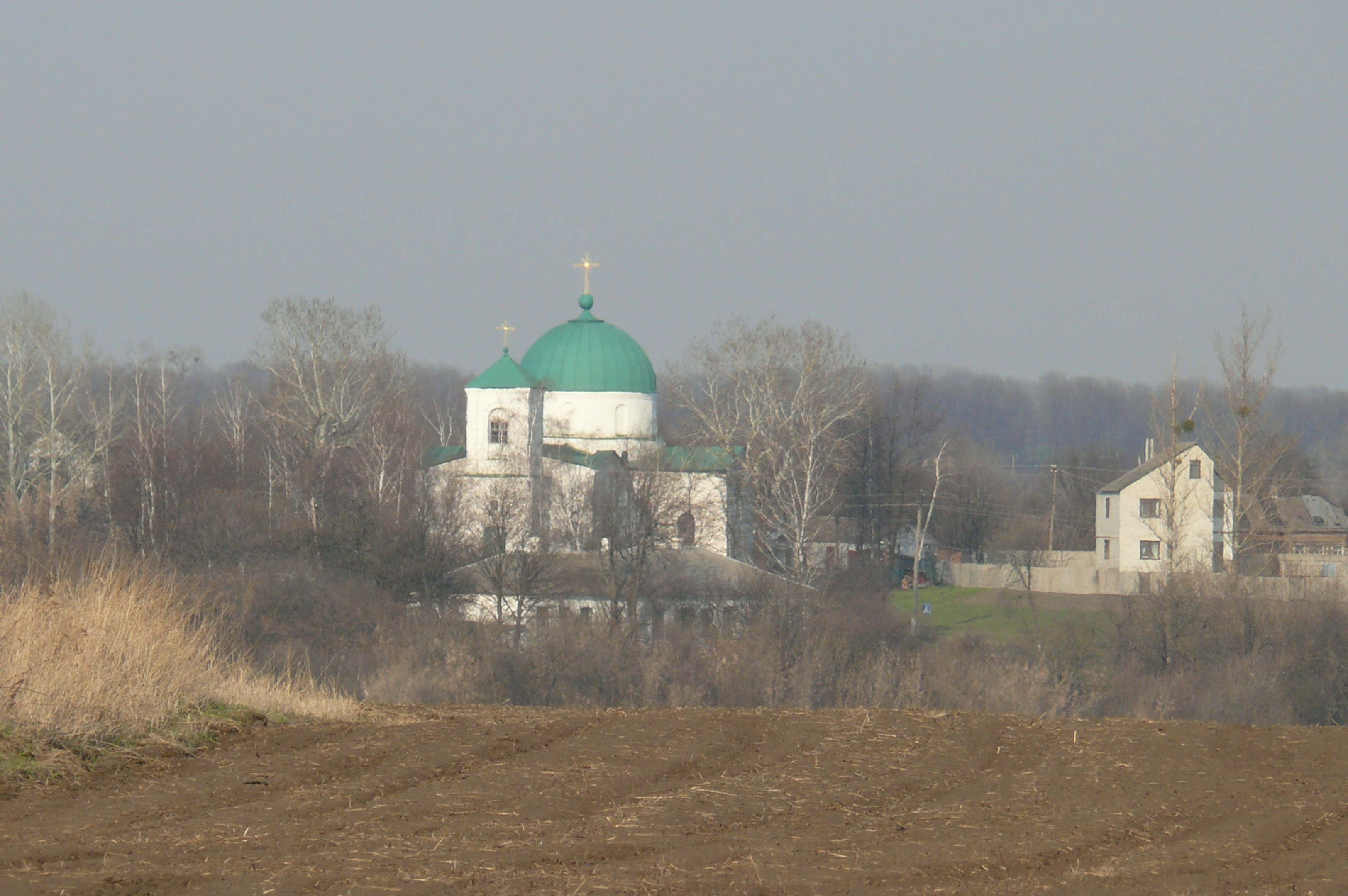
Высокополье. Свято-Николаевская церковь

- Свято-Николаевский храм (РПЦ в Украине), дата постройки 1796—1806 г.г. Телефон: (+38 05752) 6-92-86. 
Основание первой церкви относят ещё к 1644 году, затем следовало полное разрушение в 1711 году во время набегов татар. По описанию Высокопольского священника отца Василия храм Святого Николая был восстановлен в 1717 году. Благодаря усилиям майора Заварыкина и местных крестьян в 1806 году был построен каменный храм. Коллежский советник Петр Костевский (зять майора Заварыкина) в 1827 году покрыл крышу храма железом. А позже, в 1841 году, вдова Петра Костевского Наталья Николаевна, выполнив ремонт, подарила храму утварь на 430 рублей серебром, а в 1842 году при построении новой каменной колокольни пожертвовала материалом и деньгами до 800 рублей серебром. Казённый крестьянин Павел Ус перед смертью оставил храму до 330 рублей серебром.

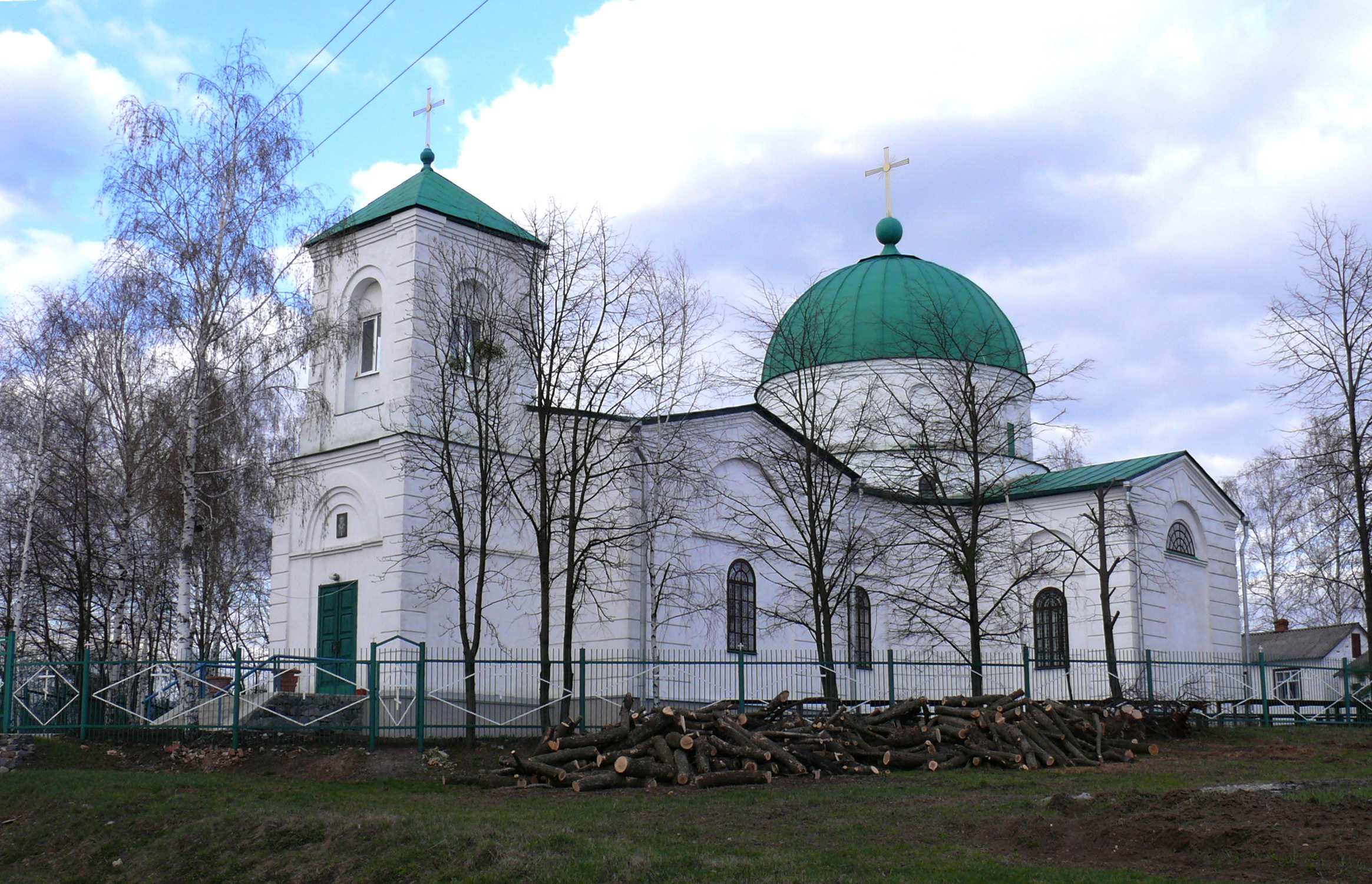
Высокополье. Свято-Николаевская церковь

Число прихожан: в 1730 г. — 158 муж., 140 жен., в 1750 г. — 174 муж., 146 жен., в 1770 г. — 480 муж., 425 жен., в 1790 г. — 963 муж.,926 жен., в 1800 г. — 1193 муж., 1176 жен., в 1810 г. — 1345 муж., 1333 жен., в 1830 г. — 1268 муж., 1215 жен., в 1850 г. — 1360 муж.,1418 жен. пола. 
Даже в годы Великой Отечественной войны использование церкви в качестве пулеметного гнезда и немецкой конюшни позволило ей остаться целой. В советский период она успешно действовала через дорогу с сельским клубом, буфетом, приемным пунктом кооперации, восьмилетней школой и детским садом.
С приходом на службу в 1975 году отца Иакова Зеленского (1937—2007) храм обнесён металлической оградой, в нём установлено центральное отопление и телефонная связь, были проведены реставрационные работы по обновлению внешнего вида храма и колокольни, закончено художественное оформление центрального зала и алтаря.
В 2006 году храму исполнилось 200 лет.
В настоящее время настоятелем храма является выпускник Харьковской Духовной Семинарии(РПЦ в Украине)иерей Сергей Викторович Кудрик.
На территории села расположены пять православных кладбищ.
- Крупная община християн-баптистов, имеющих молитвенный дом на прилегающей к лесу улице. Воскресные богослужения, собрания периодически проходят на природе с участием приезжих верующих. В селе существует отдельное от православного кладбище для захоронений верующих—баптистов .

## Фотогалерея

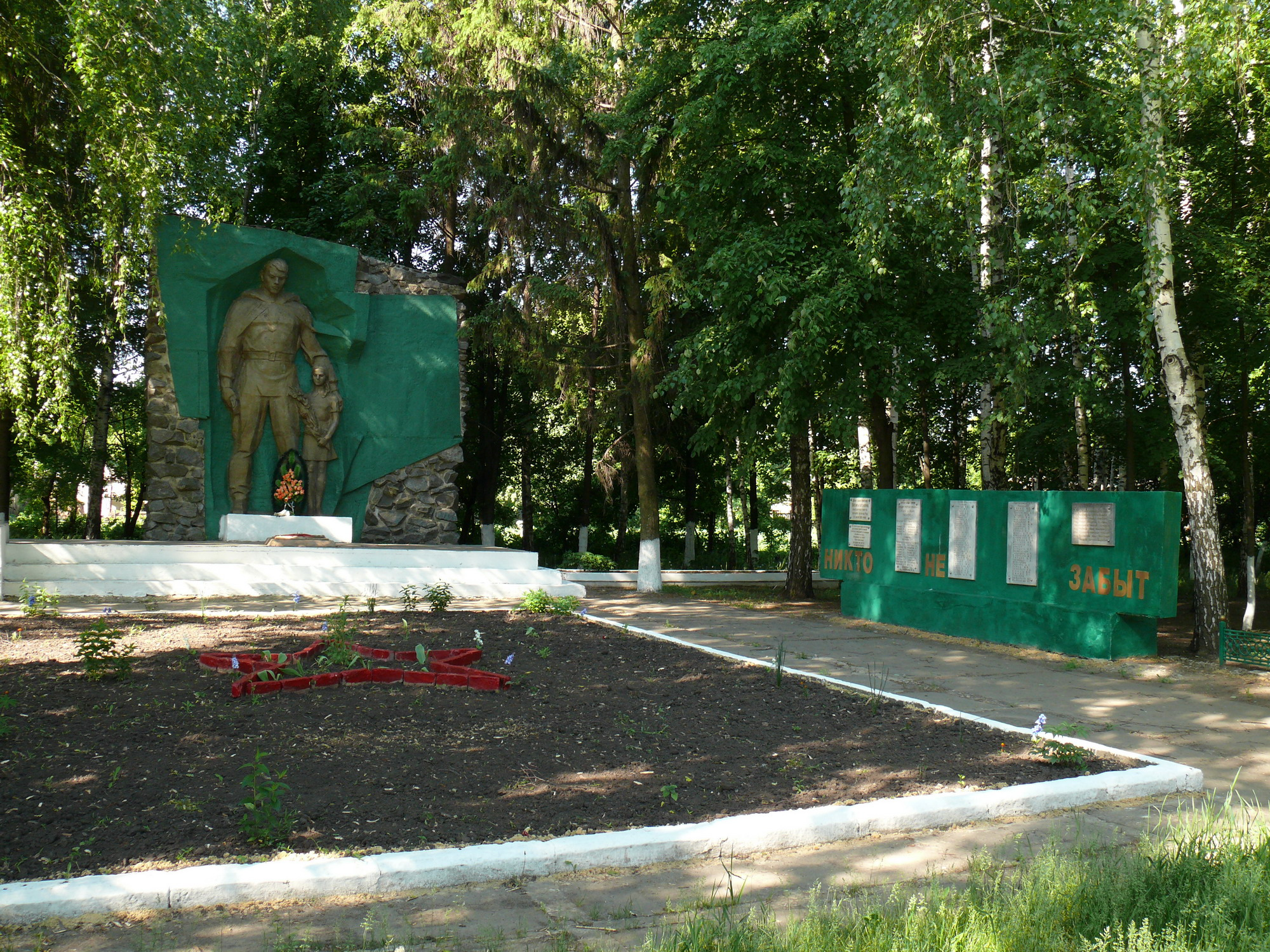
Высокополье. Мемориал в центре села.
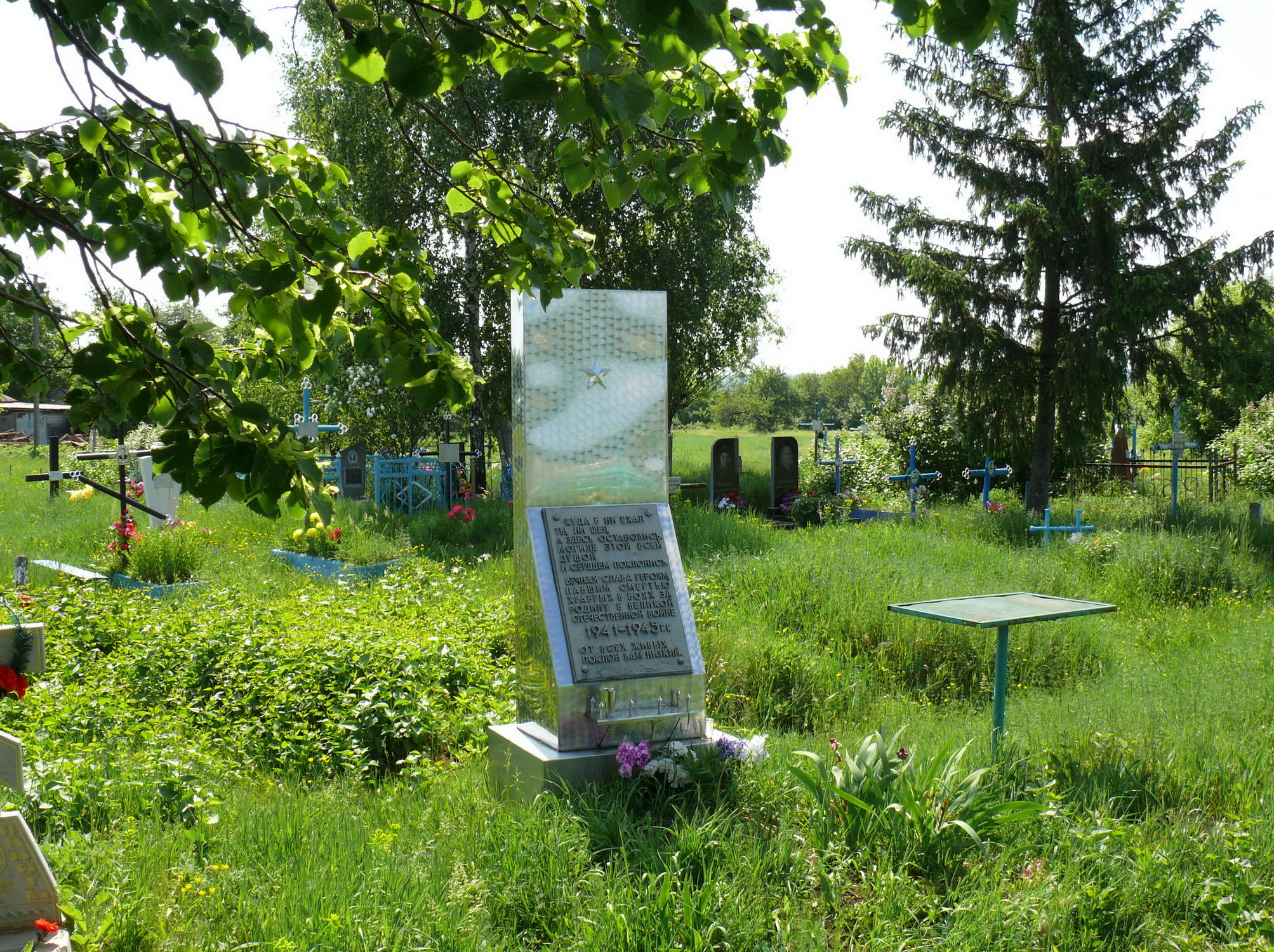
Высокополье. Памятник погибшим воинам на старом кладбище.
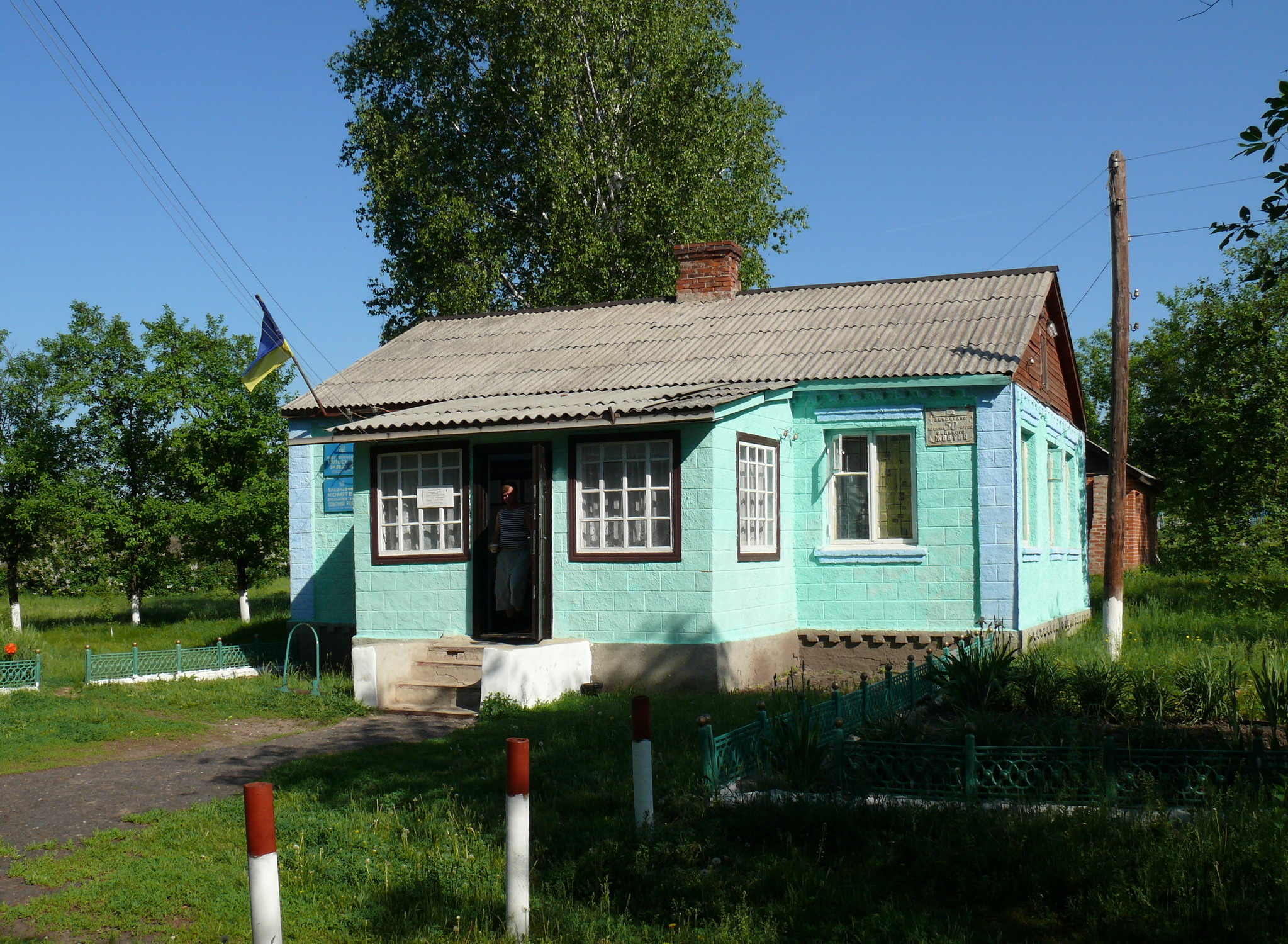
Высокополье. Здание сельсовета.
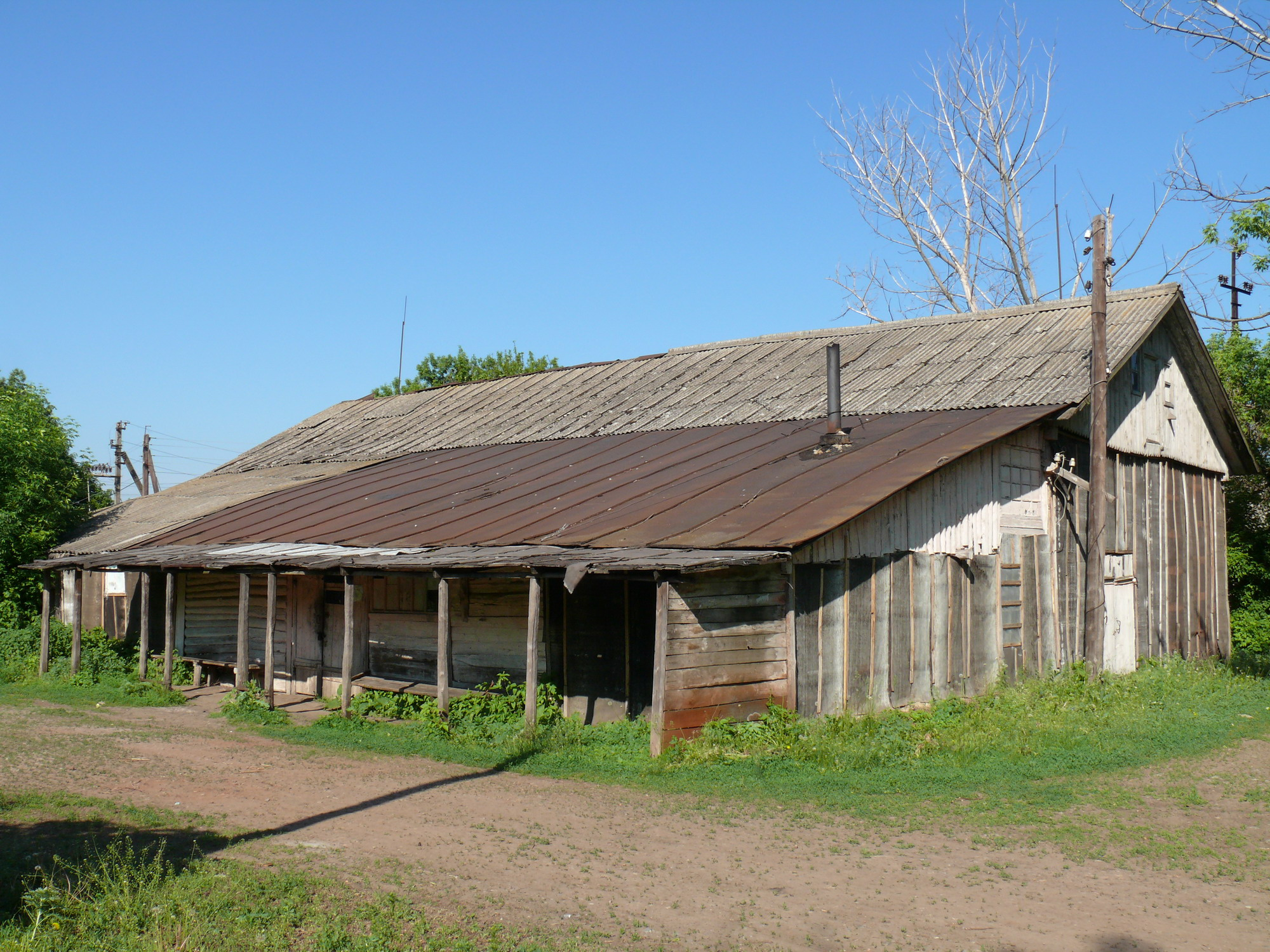
Высокополье. Действующая старинная маслобойка.
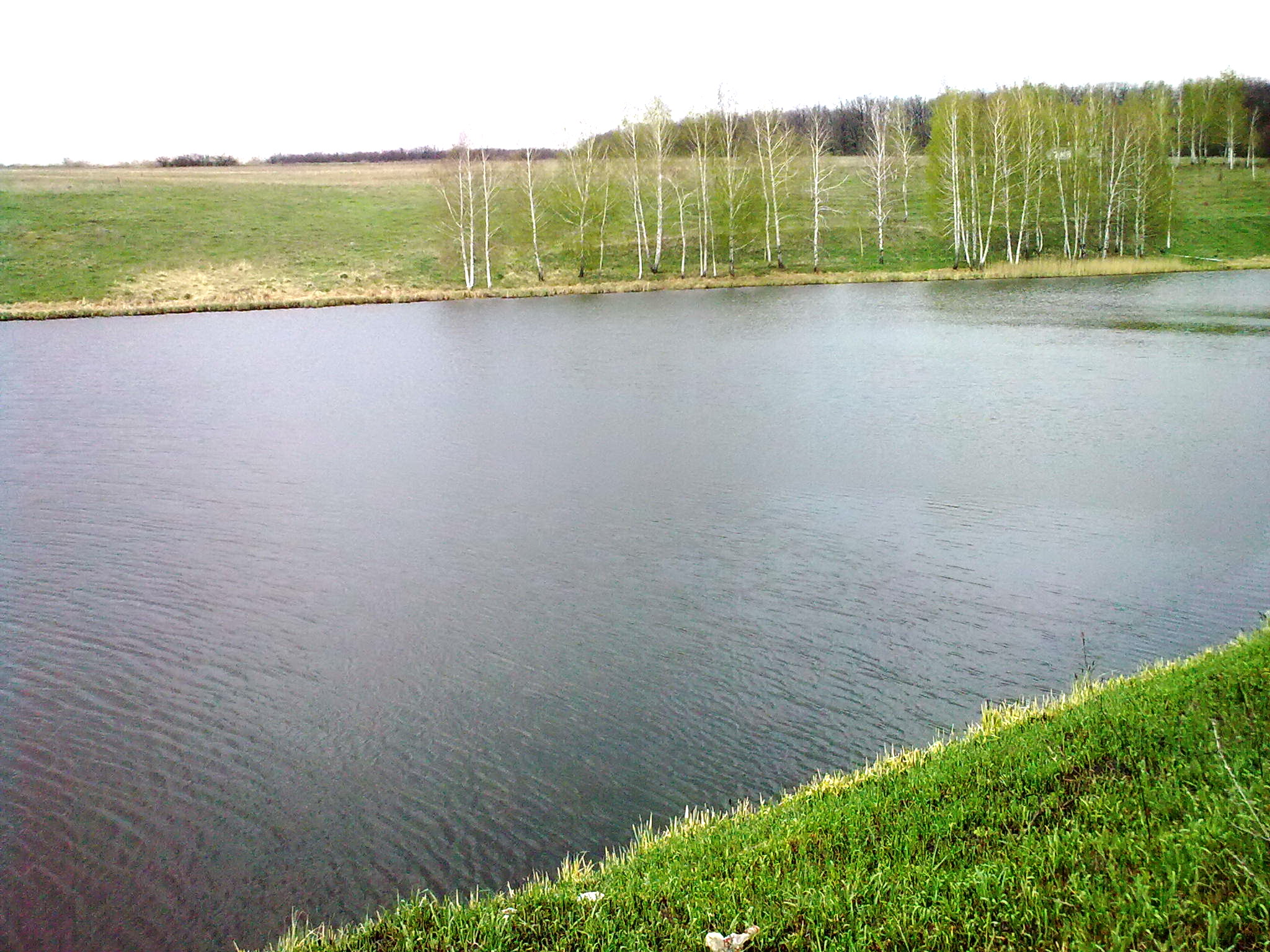
Высокополье. Живописные места Слобожанщины.
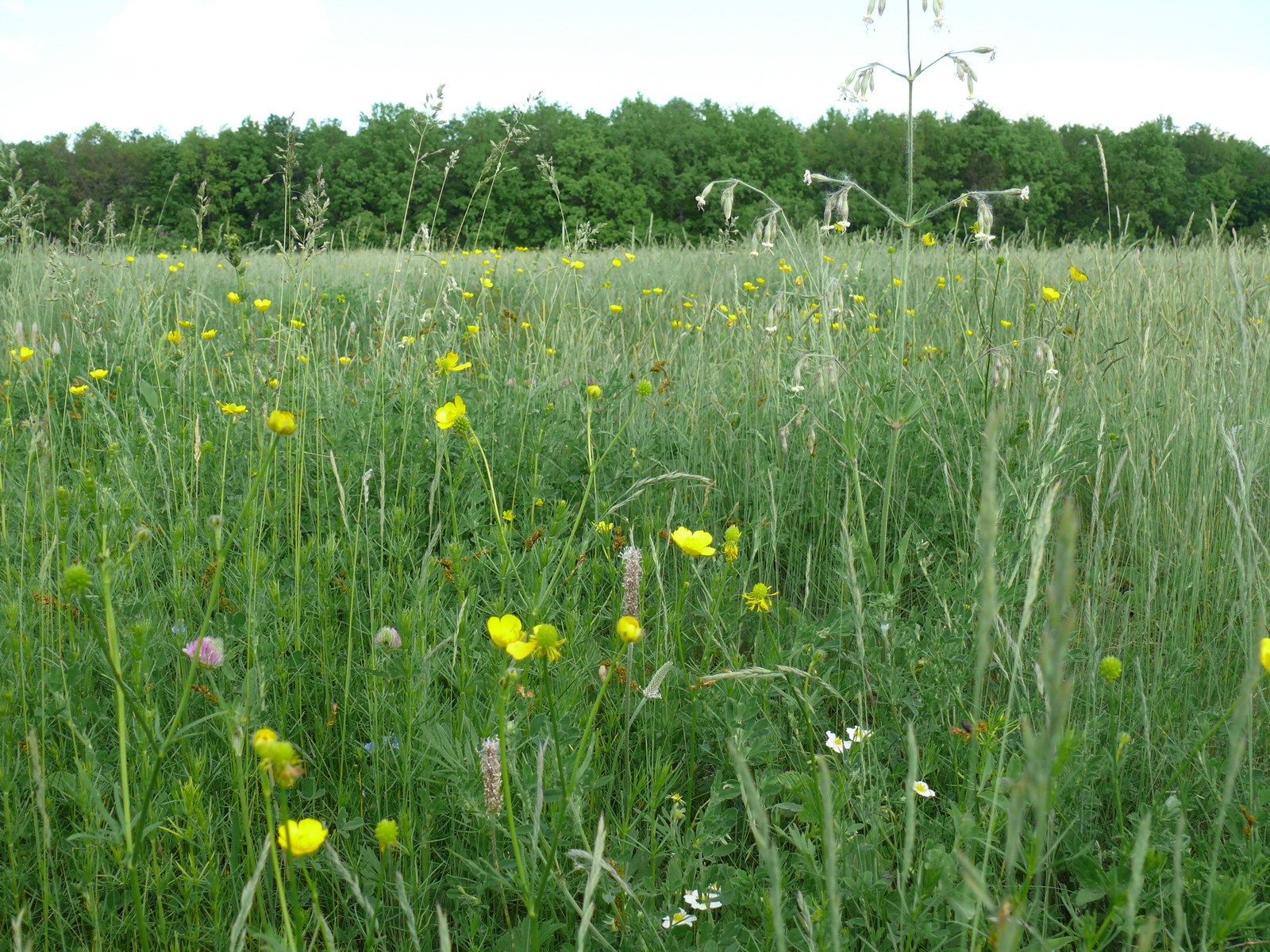
Высокополье. Душистые травы Слобожанщины.
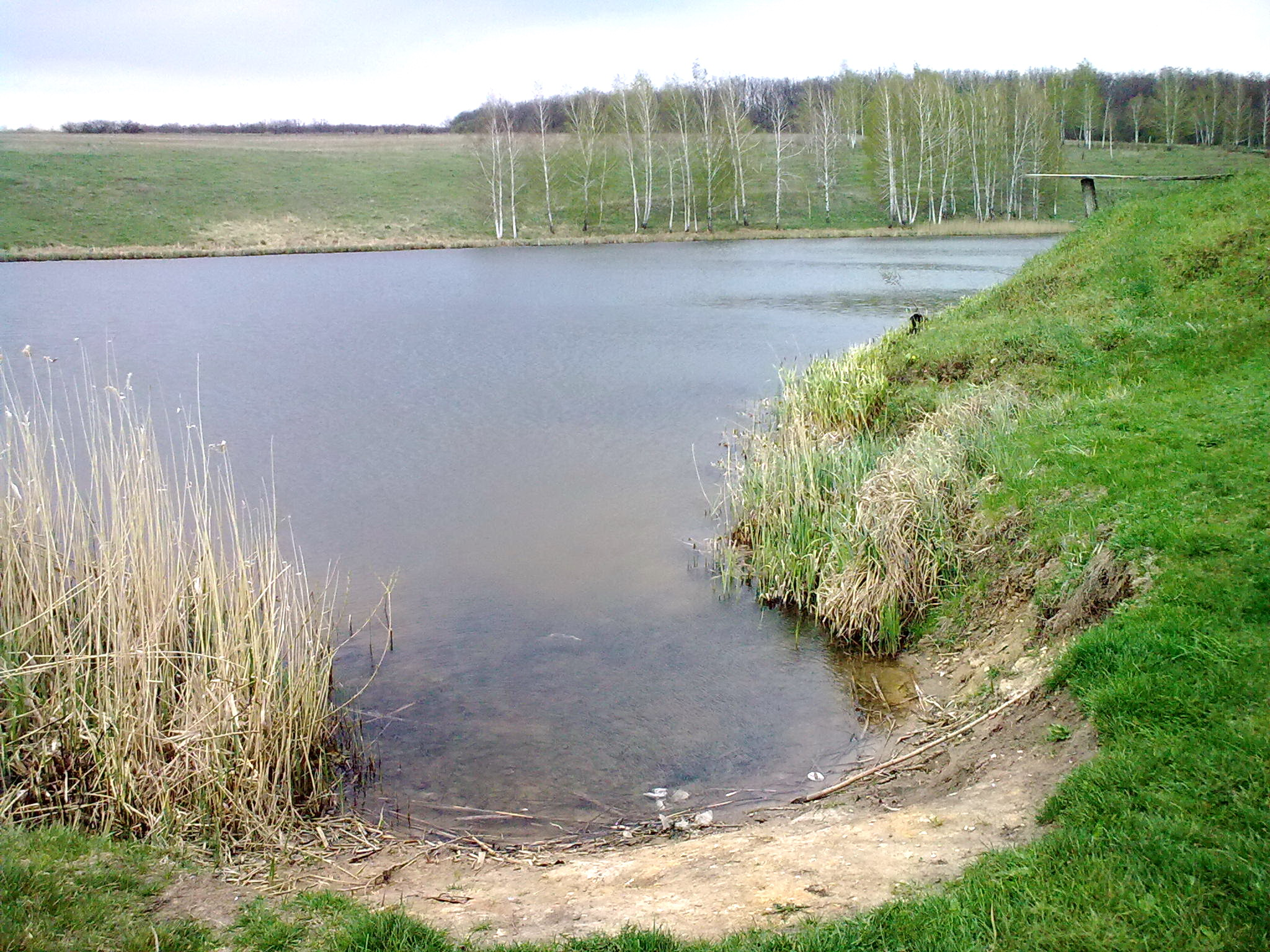
Высокополье. Место летнего отдыха.
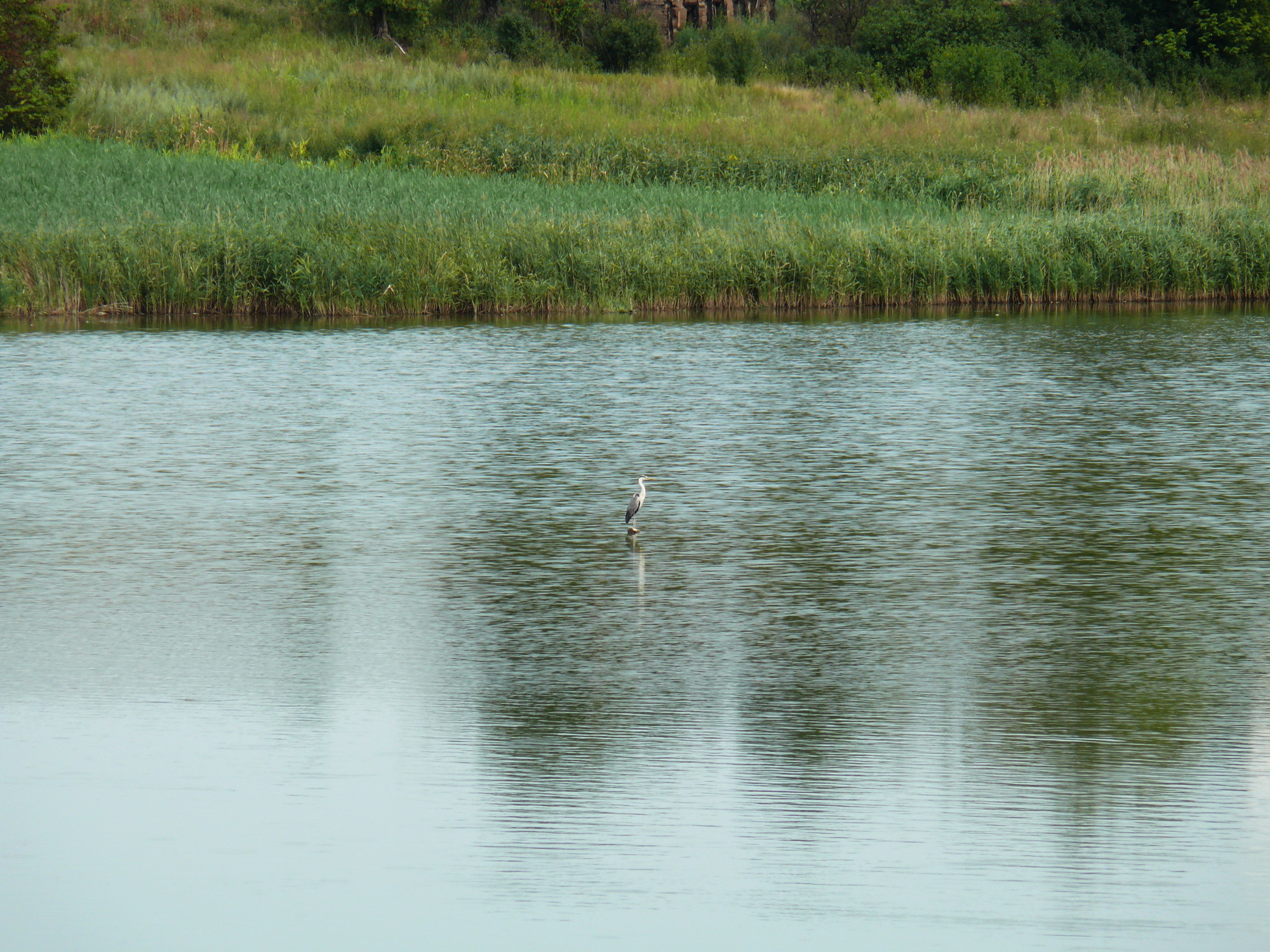
Высокополье. Сторож на месте.
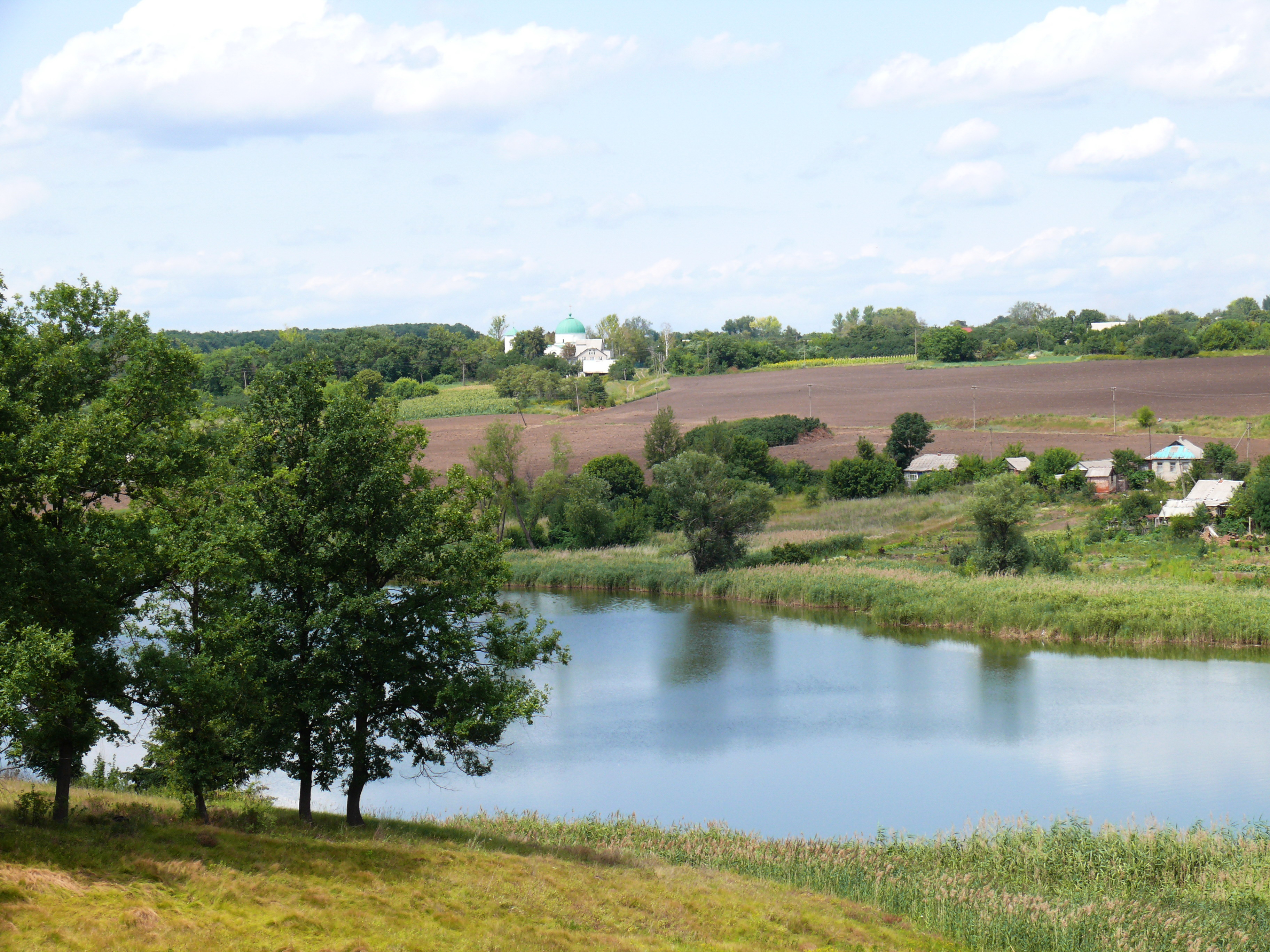
Высокополье. Вид на церковь с берега пруда.
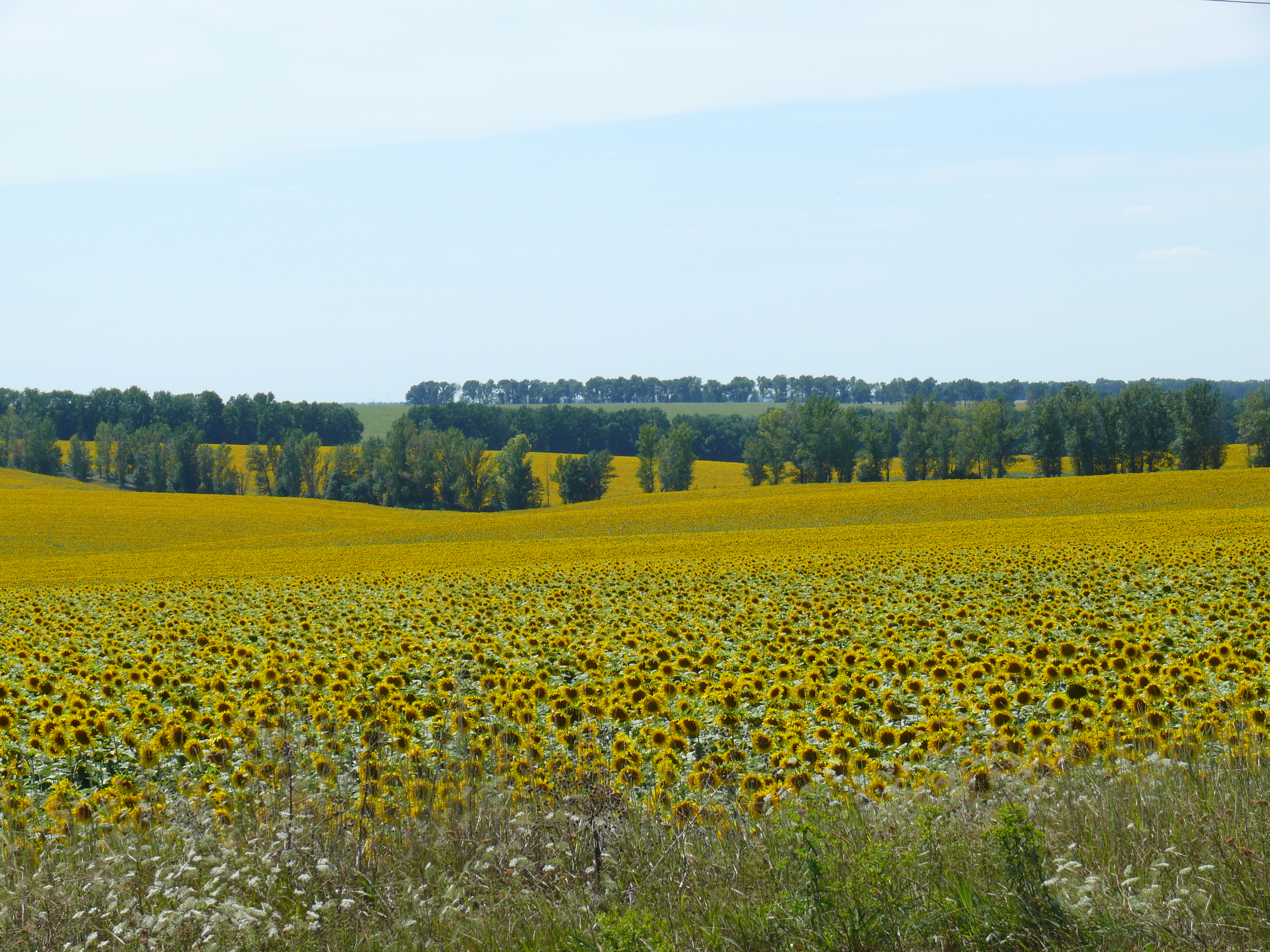
Высокополье. Подсолнухи.